# ФК Ред бул Салцбург
Ред бул Салцбург је фудбалски клуб из Салцбурга, Аустрија. Основан је 1933. године као Аустрија Салцбург. Клуб је 2005. године преузела компанија Ред бул. Као домаћини своје мечеве играју на Ред бул арени, капацитета 30.200 седећих места. Наступају у Бундеслиги Аустрије коју су освојили десет пута. Најбољи резултат на међународној сцени остварили су у Купу УЕФА 1994. године, када су у финалу поражени од миланског Интера.

## Историја
Клуб је основан 13. септембра 1933. године. Првобитно је носио име Аустрија Салцбург. Клуб је престао да постоји 1950. године али је касније те исте године поново формиран. Званично име клуба је први пут промењено 1978. у Казино Салцбург. Под тим именом су наступали до 1997. када поново мењају име у Вестенрот Салцбург. Компанија Ред бул је клуб преузела 6. априла 2005. Тада је по трећи пут промењено име клуба, овога пута у Ред бул Салцбург, како се и данас зову.
Поред имена, промењен је и грб. Уклоњена је година оснивања клуба и грб је редизајниран да подсећа на лого компаније. Традиционална боја клуба, љубичасто-бела, је замењена црвено-белом. Нови власници су истицали да њихов клуб нема никакве везе са старим, да је то потпуно нов тим који је тек основан. Као годину оснивања на свом грбу су истакли годину преузимања а трофеје освојене под другим именом нису признавали као своје. УЕФА их је обавестила да се са правног аспекта клуб не може сматрати тек основаним, те им је забранила истицање 2005. године као године оснивања. Поред тога им је наложено да на свим местима на којима наводе освојене трофеје морају наводити и оне освојене пре преузимања. Три спорне освојене титуле првака, првобитно уклоњене, након одлуке Уефе поново су побројане међу освојеним трофејима клуба на званичном сајту. Година преузимања је уклоњена са грба а права година оснивања није враћена.
Компанија Ред бул је нешто слично учинила и са два тима у Формули 1, Ред бул рејсингом и Торо росом, и са још једним фудбалским клубом, Ред бул Њујорком.
Одмах по промени управе доведен је Ђовани Трапатони на место тренера а за његовог помоћника је постављен Лотар Матеус. Та промена у стручном штабу и довођење ових звучних имена, имало је за циљ, да навијачима представи велике амбиције новог руководства.
Навијачи су се жестоко противили овим променама и протестовали су пуних пет месеци. Овај протест су подржале многе навијачке групе широм Европе. Након неуспелих преговора вођених између власника и навијача, већина навијача је престала да бодри овај клуб и основала је нови клуб, ФК Аустрија Салцбург.

## Трофеји
Бундеслига Аустрије
- Првак (17) : 1993/94*, 1994/95*, 1996/97*, 2006/07, 2008/09, 2009/10, 2011/12[1], 2013/14, 2014/15, 2015/16, 2016/17, 2017/18, 2018/19, 2019/20, 2020/21, 2021/22, 2022/23.
- Вицепрвак (4) : 2005/06, 2007/08, 2010/11, 2012/13.

Прва лига Аустрије
- Освајач (2) : 1977/78, 1986/87.

Куп Аустрије
- Освајач (3) : 2011/12, 2013/14, 2014/15.
- Финалиста (4) : 1973/74*, 1979/80*, 1980/81*, 1999/00.*

Суперкуп Аустрије
- Освајач (3) : 1994*, 1995*, 1997.*

Куп УЕФА
- Финалиста (1) : 1993/94.*

* Као Казино Салцбург

## Ред Бул Салцбург у европским такмичењима
| Сезона   | Такмичење            | Рунда              | Држава                                           | Противник          | Резултат           |
| -------- | -------------------- | ------------------ | ------------------------------------------------ | ------------------ | ------------------ |
| 1971/72. | Куп УЕФА             | 1. коло            | Социјалистичка Република Румунија                | УТА Арад           | 3-1, 1-4           |
| 1976/77. | Куп УЕФА             | 1. коло            | Турска                                           | Аданаспор          | 5-0, 0-2           |
|          |                      | 2. коло            | Социјалистичка Федеративна Република Југославија | Црвена звезда      | 2-1, 0-1           |
| 1980/81. | Куп победника купова | 1. коло            | Њемачка                                          | Фортуна Диселдорф  | 0-3, 0-5           |
| 1992/93. | Куп УЕФА             | 1. коло            | Холандија                                        | Ајакс              | 0-3, 1-3           |
| 1993/94. | Куп УЕФА             | 1. коло            | Словачка                                         | ДАК 1904           | 2-0, 2-0           |
|          |                      | 2. коло            | Белгија                                          | Антверпен          | 1-0, 1-0           |
|          |                      | осмина финала      | Португалија                                      | Спортинг           | 3-0, 0-2           |
|          |                      | четвртфинале       | Њемачка                                          | Ајнтрахт Франкфурт | 1-0, 0-1 (5-4 пен) |
|          |                      | полуфинале         | Њемачка                                          | Карлсруе           | 0-0, 1-1           |
|          |                      | финале             | Италија                                          | Интер              | 0-1, 0-1           |
| 1994/95. | УЕФА Лига шампиона   | кв.                | Израел                                           | Макаби Хаифа       | 3-1, 2-1           |
|          |                      | група 1            | Грчка                                            | АЕК Атина          | 0-0, 3-1           |
|          |                      | група 1            | Италија                                          | Милан              | 0-1, 0-3           |
|          |                      | група 1            | Холандија                                        | Ајакс              | 0-0, 1-1           |
| 1995/96. | УЕФА Лига шампиона   | кв.                | Румунија                                         | Стеауа             | 0-0, 0-1           |
| 1997/98. | УЕФА Лига шампиона   | кв.                | Чешка                                            | Спарта Праг        | 0-0, 0-3           |
| 1997/98. | Куп УЕФА             | 1. коло            | Белгија                                          | Андерлехт          | 4-3, 2-4           |
| 1998.    | Интертото куп        | 2. коло            | Швајцарска                                       | Санкт Гален        | 3-1, 0-1           |
|          |                      | 3. коло            | Холандија                                        | Твенте             | 3-1, 2-2           |
|          |                      | полуфинале         | Холандија                                        | Фортуна Ситард     | 3-1, 1-2           |
|          |                      | финале             | Шпанија                                          | Валенсија          | 0-2, 1-2           |
| 2000.    | Интертото куп        | 2. коло            | Молдавија                                        | Нистру             | 1-1, 6-2           |
|          |                      | 3. коло            | Белгија                                          | Стандард Лијеж     | 1-1, 1-3           |
| 2003/04. | Куп УЕФА             | 1. коло            | Италија                                          | Удинезе            | 0-1, 2-1           |
|          |                      | 2. коло            | Италија                                          | Парма              | 0-4, 0-5           |
| 2006/07. | УЕФА Лига шампиона   | 2. коло кв.        | Швајцарска                                       | Цирих              | 2-0, 1-2           |
|          |                      | 3. коло кв.        | Шпанија                                          | Валенсија          | 1-0, 0-3           |
| 2006/07. | Куп УЕФА             | 1. коло            | Енглеска                                         | Блекберн роверси   | 2-2, 0-2           |
| 2007/08. | УЕФА Лига шампиона   | 2. коло кв.        | Летонија                                         | Вентспилс          | 4-0, 3-0           |
|          |                      | 3. коло            | Украјина                                         | Шахтјор            | 1-0, 1-3           |
| 2007/08. | Куп УЕФА             | 1. коло            | Грчка                                            | АЕК Атина          | 1-0, 0-3           |
| 2008/09. | Куп УЕФА             | 1. коло кв.        | Јерменија                                        | Банантс            | 7-0, 3-0           |
|          |                      | 2. коло кв.        | Литванија                                        | Судува             | 0-1, 4-1           |
|          |                      | 1. коло            | Шпанија                                          | Севиља             | 0-2, 0-2           |
| 2009/10. | УЕФА Лига шампиона   | 2. коло кв.        | Република Ирска                                  | Бохимијан          | 1-1, 1-0           |
|          |                      | 3. коло кв.        | Хрватска                                         | Динамо Загреб      | 1-1, 2-1           |
|          |                      | плеј оф            | Израел                                           | Макаби Хаифа       | 1-2, 0-3           |
| 2009/10. | УЕФА лига Европе     | група Г            | Италија                                          | Лацио              | 2-1, 2-1           |
|          |                      | група Г            | Шпанија                                          | Виљареал           | 2-0, 1-0           |
|          |                      | група Г            | Бугарска                                         | Левски Софија      | 1-0, 1-0           |
|          |                      | шеснаестина финала | Белгија                                          | Стандард Лијеж     | 2-3, 0-0           |
| 2010/11. | УЕФА Лига шампиона   | 2. коло кв.        | Исланд                                           | ХБ Торсхавн        | 5-0, 0-1           |
|          |                      | 3. коло кв.        | Кипар                                            | Омонија            | 4-1, 1-1           |
|          |                      | плеј оф            | Израел                                           | Хапоел Тел Авив    | 2-3, 1-1           |
| 2010/11. | УЕФА лига Европе     | група А            | Енглеска                                         | Манчестер сити     | 0-2, 0-3           |
|          |                      | група А            | Пољска                                           | Лех Познањ         | 0-1, 0-2           |
|          |                      | група А            | Италија                                          | Јувентус           | 1-1, 0-0           |
| 2011/12. | УЕФА лига Европе     | 2. коло кв.        | Летонија                                         | Металург Лијепаја  | 4-1, 0-0           |
|          |                      | 3. коло кв.        | Словачка                                         | Сеница             | 1-0, 3-0           |
|          |                      | плеј оф            | Кипар                                            | Омонија            | 1-0, 1-2           |
|          |                      | група Ф            | Словачка                                         | Слован Братислава  | 3-0, 3-2           |
|          |                      | група Ф            | Шпанија                                          | Атлетик Билбао     | 0-1, 2-2           |
|          |                      | група Ф            | Француска                                        | Пари Сен Жермен    | 2-0, 1-3           |
|          |                      | шеснаестина финала | Украјина                                         | Металист Харков    | 0-4, 1-4           |
| 2012/13. | УЕФА Лига шампиона   | 2. коло кв.        | Луксембург                                       | Ф91 Диделанж       | 4-3, 0-1           |
| 2013/14. | УЕФА Лига шампиона   | 3. коло кв.        | Турска                                           | Фенербахче         | 1-1, 1-3           |
| 2013/14. | УЕФА лига Европе     | плеј оф            | Литванија                                        | Жалгирис           | 5-0, 2-0           |
|          |                      | група ц            | Шведска                                          | Елфсборг           | 4-0, 1-0           |
|          |                      | група ц            | Данска                                           | Есбјерг            | 3-0, 2-1           |
|          |                      | група ц            | Белгија                                          | Стандард Лијеж     | 2-1, 3-1           |
|          |                      | шеснаестина финала | Холандија                                        | Ајакс              | 3-1, 3-0           |
|          |                      | осмина финала      | Швајцарска                                       | Базел              | 1-2, 0-0           |

## Познати играчи
| - Андреас Иваншиц - Ото Конрад - Алекс Манингер - Хајмо Фајфенбергер - Тони Полстер - Андреас Рајсингер |  | - Маркус Шоп - Младен Младеновић - Никола Јурчевић - Оливер Бироф - Томас Хеслер - Томас Линке |